# James Gray (Regisseur)

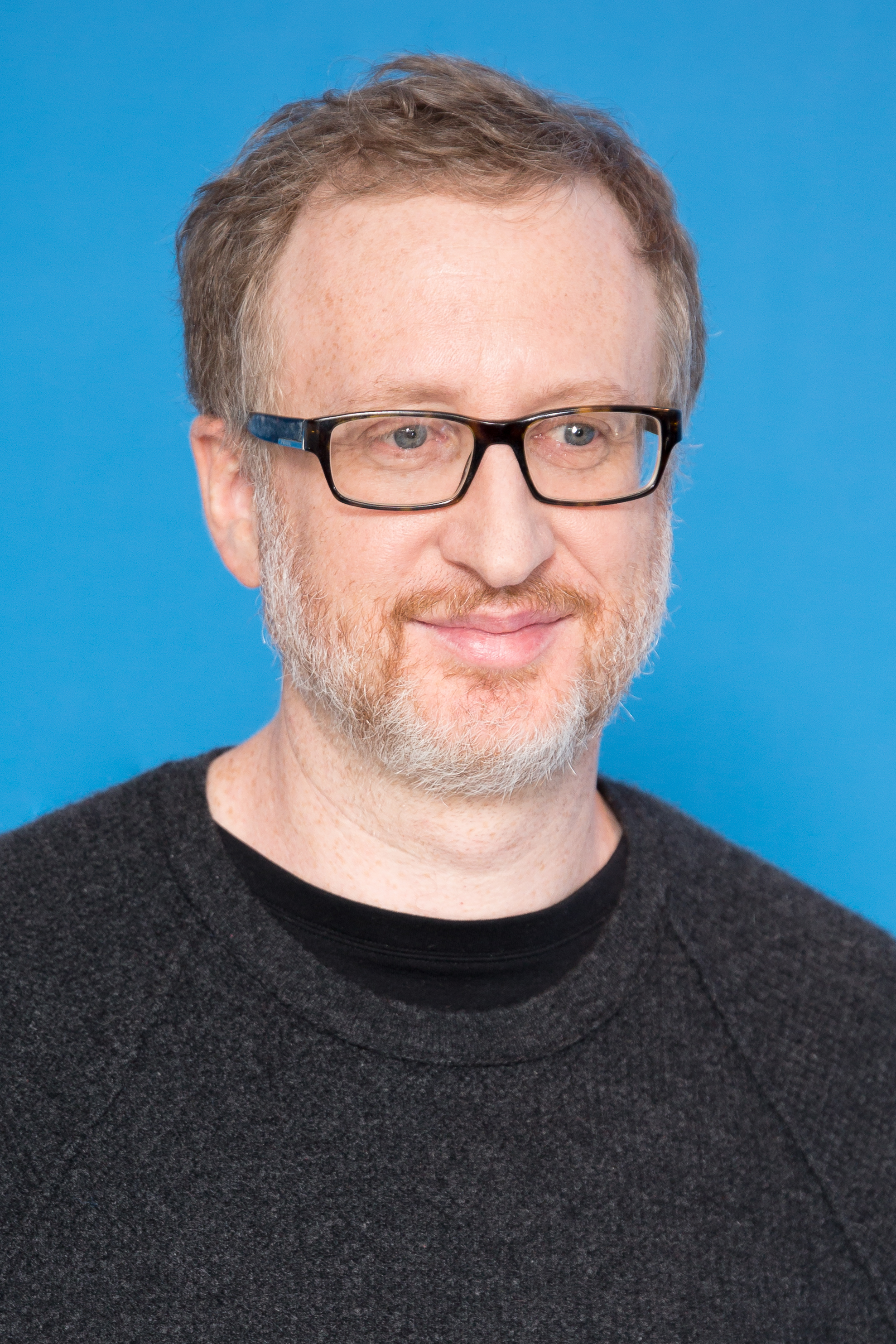
James Gray auf der Berlinale 2017

James Gray (* 14. April 1969 in New York City) ist ein US-amerikanischer Regisseur und Drehbuchautor.

## Leben und Werk
Gray schloss 1991 sein Filmstudium an der University of Southern California School of Cinematic Arts ab und schrieb das Drehbuch zu seinem ersten Film Little Odessa, bei dem er auch Regie führte. Der Film wurde von den Kritikern gelobt und gewann den Silbernen Löwen auf den Internationalen Filmfestspielen von Venedig 1994.
2000 drehte er den von Miramax produzierten Film The Yards – Im Hinterhof der Macht mit Mark Wahlberg und Joaquin Phoenix in den Hauptrollen. Doch der Erfolg blieb aus. Mit seinem Thriller Helden der Nacht – We Own the Night 2007 gelang ihm ein weitaus größerer Erfolg, kritisch sowie kommerziell. Ein Jahr später konkurrierte er mit Two Lovers zum dritten Mal erfolglos im Wettbewerb der Internationalen Filmfestspiele von Cannes. 2009 wurde er in die Wettbewerbsjury der 62. Filmfestspiele von Cannes berufen.
Im Jahr 2013 folgte das Historiendrama The Immigrant mit Marion Cotillard, Joaquin Phoenix und Jeremy Renner in den Hauptrollen. Zwei Jahre später entstand der Abenteuerfilm Die versunkene Stadt Z (2016) über den Entdecker Percy Fawcett (dargestellt von Charlie Hunnam), der zum Teil in Südamerika gedreht wurde und Gray körperlich erschöpft zurückließ. Als schmerzhafte Erfahrung, die ihn zwischenzeitlich all seinen Enthusiasmus am Filmemachen verlieren ließ, bezeichnete er die Arbeit an dem Science-Fiction-Streifen Ad Astra – Zu den Sternen (2019). Gray verlor bei dem Projekt mit Brad Pitt in der Hauptrolle das Recht auf die finale Schnittfassung.
Im Jahr 2022 wurde er für seinen Spielfilm Zeiten des Umbruchs zum fünften Mal in den Wettbewerb um die Goldene Palme des Filmfestivals von Cannes eingeladen.
Im Jahr 2024 wurde er in die Wettbewerbsjury der 81. Filmfestspiele von Venedig berufen.
Er ist mit Alexandra Dickson verheiratet, mit der er zwei Kinder hat.

## Filmografie
- 1994: Little Odessa
- 2000: The Yards – Im Hinterhof der Macht (The Yards)
- 2007: Helden der Nacht – We Own the Night (We Own the Night)
- 2008: Two Lovers
- 2013: The Immigrant
- 2016: Die versunkene Stadt Z (The Lost City of Z)
- 2019: Ad Astra – Zu den Sternen (Ad Astra)
- 2022: Zeiten des Umbruchs (Armageddon Time)